# 중일 우호 협회
중일 우호 협회(中日友好協会)는 일본과의 관계 발전 및 우호 교류의 촉진 등을 목적으로 1963년, 중화인민공화국 정부에 의해 설립시킨 대외 단체이다. 형식적인 정식 명칭으로는 중국일본우호협회(中国日本友好協会)이다. 1963년 10월 4일부로 중화인민공화국 베이징시에서 최초로 성립 대회가 개최된 것이 시초이다. 초대 명예회장은 궈모뤄이고, 초대 회장은 랴오청즈이다. 2014년 3월을 시점으로 현직 회장은 국무원·외교부인 탕자쉬안이다.